# Andrei Papp
Andrei Papp (n. 22 noiembrie 1931 – d. 2015) a fost un inginer de sunet român, care a realizat coloana sonoră la un număr mare de filme.

## Biografie
S-a născut la 22 noiembrie 1931, în satul Tileagd din județul Bihor. A absolvit Institutul Unional de Tehnică Cinematografică din Leningrad în anul 1956, devenind inginer de sunet. A colaborat la realizarea coloanei sonore la un număr mare de filme printre care Reconstituirea (1971), Zidul (1975), Buzduganul cu trei peceți (1977), Profetul, aurul și ardelenii (1978), Nea Mărin miliardar (1979), Buletin de București (1983), O lumină la etajul zece (1984), Balanța (1992), Cel mai iubit dintre pămînteni (1993), O vară de neuitat (1994), Prea târziu (1996), Terminus Paradis (1998) și Occident (2002).

## Filmografie

### Autor de coloană sonoră
- Când primăvara e fierbinte (1960)
- Partea ta de vină... (1963)
- Un surîs în plină vară (1964)
- Cartierul veseliei (1965)
- Duminică la ora 6 (1966)
- Zodia Fecioarei (1967)
- K.O. (1968)
- Reconstituirea (1971)
- Parașutiștii (1973)
- Dincolo de nisipuri (1974)
- Zidul (1975)
- Evadarea (1975)
- Tufă de Veneția (1977)
- Accident (1977) - în colaborare cu Anușavan Salamanian
- Buzduganul cu trei peceți (1977)
- Profetul, aurul și ardelenii (1978)
- Revanșa (1978) - în colaborare cu Anușavan Salamanian și Nicolae Ciolcă
- Mai presus de orice (1978)
- Nea Mărin miliardar (1979) - în colaborare cu Anușavan Salamanian
- Vacanță tragică (1979)
- Ora zero (1979)
- Bună seara, Irina! (1980)
- De ce trag clopotele, Mitică? (1981)
- Buletin de București (1983)
- Bocet vesel (1984)
- O lumină la etajul zece (1984)
- Primăvara bobocilor (1987)
- Figuranții (1987)
- Zîmbet de Soare (1988)
- Umbrele soarelui (1988)
- Desene pe asfalt (1989)
- Enigmele se explică în zori (1989)
- Rămînerea (1991)
- Balanța (1992)
- Cel mai iubit dintre pămînteni (1993)
- O vară de neuitat (1994)
- Prea târziu (1996)
- Dănilă Prepeleac (1996)
- Terminus Paradis (1998)
- Faimosul paparazzo (1999) - în colaborare cu Mihai Orășanu
- După-amiaza unui torționar (2001)
- Marfa și banii (2001) - în colaborare cu Călin Potcoavă
- Occident (2002)
- Examen (2003) - priză directă

## Premii și distincții
Inginerul de sunet Andrei Papp a obținut patru premii pentru coloană sonoră ale Asociației Cineaștilor din România (ACIN):
- în anul 1975 - pentru filmul Zidul[1]:p. 20
- în anul 1979 - pentru filmele Vacanță tragică și Ora zero[1]:p. 37
- în anul 1990 - pentru filmul Sezonul pescărușilor[1]:p. 91
- în anii 1998-1999 - pentru filmul Terminus Paradis.[1]:p. 115